# Albert Resis
Albert Resis (Joliet, Illinois, 16 de dezembro de 1921 - DeKalb, 10 de março de 2021) foi um historiador norte-americano.

## Carreira
Foi professor da Universidade do Norte de Illinois (NIU) de 1964 a 1992. Em 1992 foi Professor emérito da NIU e escreve sobre a política externa soviética e Vladimir Lenin.
É o autor dos livros Stalin, the Politburo and the Onset of the Cold War: 1945-1946 (1988) e Molotov Remembers: Inside Kremlin Politics (juntamente com o autor russo Felix Chuev; 1993). Também é o principal autor de uma série de artigos na Encyclopædia Britannica sobre a história russa e soviética.

## Morte
Morreu em 10 de março de 2021, aos 99 anos.